# Pseudohybris heymonsi
Pseudohybris heymonsi är en insektsart som beskrevs av Van der Weele 1909. Pseudohybris heymonsi ingår i släktet Pseudohybris och familjen fjärilsländor. Inga underarter finns listade i Catalogue of Life.